# Danh sách cầu thủ tham dự FIFA Club World Cup 2014
Mỗi đội trong Giải vô địch bóng đá các câu lạc bộ 2014 phải đề cử 23 cầu thủ trong đội hình (với 3 cầu thủ phải là thủ môn) theo thời gian là ngày 28 tháng 11 năm 2014.

## Auckland City
Quản lý:  Ramon Tribulietx
Ghi chú: Quốc kỳ chỉ đội tuyển quốc gia được xác định rõ trong điều lệ tư cách FIFA. Các cầu thủ có thể giữ hơn một quốc tịch ngoài FIFA.
| Số | VT | Quốc gia         | Cầu thủ         |
| -- | -- | ---------------- | --------------- |
| 1  | TM | New Zealand      | Tamati Williams |
| 2  | HV | New Zealand      | Simon Arms      |
| 3  | HV | Nhật Bản         | Takuya Iwata    |
| 4  | TV | Croatia          | Mario Bilen     |
| 5  | HV | Tây Ban Nha      | Ángel Berlanga  |
| 6  | HV | Anh              | John Irving     |
| 7  | HV | New Zealand      | James Pritchett |
| 8  | TV | New Zealand      | Tim Payne       |
| 9  | TĐ | Anh              | Darrent White   |
| 10 | TĐ | Cộng hòa Nam Phi | Ryan De Vries   |
| 11 | TV | New Zealand      | Cameron Lindsay |
| 13 | TĐ | Bồ Đào Nha       | Joao Moreira    |

| Số | VT | Quốc gia         | Cầu thủ                 |
| -- | -- | ---------------- | ----------------------- |
| 14 | TĐ | Nigeria          | Sanni Issa              |
| 15 | HV | New Zealand      | Ivan Vicelich (captain) |
| 16 | TV | Hàn Quốc         | Kim Dae-wook            |
| 17 | HV | Serbia           | Marko Dordevic          |
| 18 | TM | Anh              | Louie Caunter           |
| 19 | TĐ | Papua New Guinea | David Browne            |
| 20 | TĐ | Argentina        | Emiliano Tade           |
| 22 | HV | New Zealand      | Andrew Milne            |
| 23 | TV | Anh              | Sam Burfoot             |
| 24 | TM | New Zealand      | Jacob Spoonley          |
| 25 | TĐ | México           | Fabrizio Tavano         |

## Cruz Azul
Quản lý:  Luis Fernando Tena
Ghi chú: Quốc kỳ chỉ đội tuyển quốc gia được xác định rõ trong điều lệ tư cách FIFA. Các cầu thủ có thể giữ hơn một quốc tịch ngoài FIFA.
| Số | VT | Quốc gia  | Cầu thủ                   |
| -- | -- | --------- | ------------------------- |
| 1  | TM | México    | José de Jesús Corona      |
| 2  | HV | México    | Fausto Pinto              |
| 3  | HV | México    | Francisco Rodríguez       |
| 4  | HV | México    | Julio César Domínguez     |
| 5  | TV | México    | Alejandro Castro          |
| 6  | TV | México    | Gerardo Torrado (captain) |
| 7  | TV | México    | Pablo Barrera             |
| 8  | TV | México    | Marco Fabián              |
| 9  | TĐ | Argentina | Mariano Pavone            |
| 10 | TV | México    | Christian Giménez         |
| 11 | TV | Ecuador   | Joao Rojas                |
| 12 | TM | México    | Guillermo Allison         |
| 14 | HV | Colombia  | Luis Amaranto Perea       |

| Số | VT | Quốc gia  | Cầu thủ            |
| -- | -- | --------- | ------------------ |
| 15 | HV | México    | Gerardo Flores     |
| 16 | HV | México    | Rogelio Chávez     |
| 17 | HV | Argentina | Emanuel Loeschbor  |
| 18 | TĐ | México    | Ismael Valadéz     |
| 19 | TV | México    | Alejandro Vela     |
| 20 | TĐ | Argentina | Pablo Torres       |
| 21 | TV | México    | Xavier Báez        |
| 22 | TV | México    | Rafael Baca        |
| 23 | TĐ | México    | Aníbal Zurdo       |
| 25 | TM | México    | Yosgart Gutiérrez  |
| 27 | TV | Argentina | Hernán Bernardello |
| 33 | TV | Argentina | Mauro Formica      |

## ES Sétif
Quản lý:  Kheïreddine Madoui
Ghi chú: Quốc kỳ chỉ đội tuyển quốc gia được xác định rõ trong điều lệ tư cách FIFA. Các cầu thủ có thể giữ hơn một quốc tịch ngoài FIFA.
| Số | VT | Quốc gia | Cầu thủ              |
| -- | -- | -------- | -------------------- |
| 1  | TM | Algérie  | Sofiane Khedairia    |
| 5  | HV | Algérie  | Kheireddine Arroussi |
| 6  | HV | Algérie  | Amine Megatli        |
| 7  | TĐ | Algérie  | Sofiane Younès       |
| 8  | TĐ | Algérie  | Ahmed Gasmi          |
| 9  | TĐ | Algérie  | Mohamed Benyettou    |
| 12 | HV | Algérie  | Farid Mellouli       |
| 13 | TĐ | Algérie  | Sid Ali Lamri        |
| 15 | HV | Algérie  | Abdelghani Demmou    |
| 17 | TV | Gabon    | Benjamin Zé Ondo     |
| 18 | HV | Algérie  | Lyes Boukria         |
| 19 | TV | Algérie  | Abdelmalek Ziaya     |

| Số | VT | Quốc gia           | Cầu thủ           |
| -- | -- | ------------------ | ----------------- |
| 22 | TM | Algérie            | Abderaouf Belhani |
| 24 | TM | Algérie            | Amar Saâdoune     |
| 25 | HV | Algérie            | El Hedi Belameiri |
| 26 | HV | Algérie            | Mohamed Lagraâ    |
| 27 | TV | Algérie            | Toufik Zerara     |
| 30 | TĐ | Algérie            | Akram Djahnit     |
| —  | TV | Algérie            | Billel Raït       |
| —  | TV | Cộng hòa Trung Phi | Eudes Dagoulou    |
| —  | TĐ | Algérie            | Zoheir Nemdil     |
| —  | TĐ | Algérie            | Issam Baouz       |
| —  | TĐ | Algérie            | Ilyes Kouriba     |

## Moghreb Tétouan
Quản lý:  Aziz El Amri
Ghi chú: Quốc kỳ chỉ đội tuyển quốc gia được xác định rõ trong điều lệ tư cách FIFA. Các cầu thủ có thể giữ hơn một quốc tịch ngoài FIFA.
| Số | VT | Quốc gia | Cầu thủ                    |
| -- | -- | -------- | -------------------------- |
| 3  | HV | Maroc    | Mohamed Abarhoun (captain) |
| 5  | HV | Sénégal  | Mourtada Fall              |
| 6  | HV | Maroc    | Mehdi Khallati             |
| 7  | HV | Maroc    | Youssef Bouchtah           |
| 8  | TV | Maroc    | Nassir Mimouni             |
| 9  | TĐ | Maroc    | Mouhcine Iajour            |
| 10 | TV | Maroc    | Zaid Krouch                |
| 11 | TV | Maroc    | Mehdi Azim                 |
| 12 | TM | Maroc    | Mohamed El Youssfi         |
| 14 | HV | Maroc    | Anas Lamrabat              |
| 16 | HV | Maroc    | Bilal Zriouh               |
| 17 | TĐ | Maroc    | Faouzi Abdelghani          |

| Số | VT | Quốc gia | Cầu thủ                |
| -- | -- | -------- | ---------------------- |
| 19 | TĐ | Maroc    | Naim Zouhir            |
| 20 | TV | Maroc    | Ahmed Jahouh           |
| 21 | TĐ | Maroc    | Abdessamad Rafik       |
| 22 | TM | Maroc    | Adnane El Assimi       |
| 23 | TV | Maroc    | Said Grada             |
| 24 | TV | Maroc    | Abdelmoula El Hardoumi |
| 25 | TĐ | Hà Lan   | Anouar Hadouir         |
| 26 | TV | Maroc    | Abdeladim Khadrouf     |
| 30 | HV | Maroc    | Hamza El Moussaoui     |
| 31 | TM | Pháp     | Foued Baba Alla        |
| 87 | TĐ | Maroc    | Salman Ouald Elhaj     |

## Real Madrid
Quản lý:  Carlo Ancelotti
Ghi chú: Quốc kỳ chỉ đội tuyển quốc gia được xác định rõ trong điều lệ tư cách FIFA. Các cầu thủ có thể giữ hơn một quốc tịch ngoài FIFA.
| Số | VT | Quốc gia    | Cầu thủ                 |
| -- | -- | ----------- | ----------------------- |
| 1  | TM | Tây Ban Nha | Iker Casillas (captain) |
| 2  | HV | Pháp        | Raphaël Varane          |
| 3  | HV | Bồ Đào Nha  | Pepe                    |
| 4  | HV | Tây Ban Nha | Sergio Ramos            |
| 5  | HV | Bồ Đào Nha  | Fábio Coentrão          |
| 6  | TV | Đức         | Sami Khedira            |
| 7  | TĐ | Bồ Đào Nha  | Cristiano Ronaldo       |
| 8  | TV | Đức         | Toni Kroos              |
| 9  | TĐ | Pháp        | Karim Benzema           |
| 10 | TV | Colombia    | James Rodríguez         |
| 11 | TV | Wales       | Gareth Bale             |

| Số | VT | Quốc gia    | Cầu thủ            |
| -- | -- | ----------- | ------------------ |
| 12 | HV | Brasil      | Marcelo            |
| 13 | TM | Costa Rica  | Keylor Navas       |
| 14 | TĐ | México      | Javier Hernández   |
| 15 | HV | Tây Ban Nha | Dani Carvajal      |
| 17 | HV | Tây Ban Nha | Álvaro Arbeloa     |
| 18 | HV | Tây Ban Nha | Nacho              |
| 20 | TĐ | Tây Ban Nha | Jesé               |
| 23 | TV | Tây Ban Nha | Isco               |
| 24 | TV | Tây Ban Nha | Asier Illarramendi |
| 25 | TM | Tây Ban Nha | Fernando Pacheco   |
| 26 | TV | Tây Ban Nha | Álvaro Medrán      |

## San Lorenzo
Quản lý:  Edgardo Bauza
Ghi chú: Quốc kỳ chỉ đội tuyển quốc gia được xác định rõ trong điều lệ tư cách FIFA. Các cầu thủ có thể giữ hơn một quốc tịch ngoài FIFA.
| Số | VT | Quốc gia  | Cầu thủ            |
| -- | -- | --------- | ------------------ |
| 1  | TM | Argentina | Leo Franco         |
| 2  | HV | Argentina | Mauro Cetto        |
| 3  | HV | Colombia  | Mario Yepes        |
| 5  | TV | Argentina | Juan Mercier       |
| 7  | TV | Argentina | Julio Buffarini    |
| 8  | TV | Argentina | Enzo Kalinski      |
| 9  | TĐ | Uruguay   | Martín Cauteruccio |
| 10 | TV | Argentina | Leandro Romagnoli  |
| 11 | TV | Argentina | Pablo Barrientos   |
| 12 | TM | Argentina | Sebastián Torrico  |
| 13 | HV | Argentina | Ramiro Arias       |
| 14 | HV | Argentina | Walter Kannemann   |

| Số | VT | Quốc gia  | Cầu thủ            |
| -- | -- | --------- | ------------------ |
| 15 | TĐ | Argentina | Héctor Villalba    |
| 20 | TV | Paraguay  | Néstor Ortigoza    |
| 21 | HV | Argentina | Emmanuel Más       |
| 22 | TĐ | Argentina | Nicolás Blandi     |
| 24 | TV | Argentina | Juan Cavallaro     |
| 25 | TM | Argentina | José Devecchi      |
| 26 | TĐ | Argentina | Mauro Matos        |
| 27 | HV | Argentina | Matías Catalán     |
| 29 | HV | Argentina | Fabricio Fontanini |
| 30 | TĐ | Argentina | Gonzalo Verón      |
| 31 | TV | Argentina | Facundo Quignon    |

## Western Sydney Wanderers
Quản lý:  Tony Popovic
Ghi chú: Quốc kỳ chỉ đội tuyển quốc gia được xác định rõ trong điều lệ tư cách FIFA. Các cầu thủ có thể giữ hơn một quốc tịch ngoài FIFA.
| Số | VT | Quốc gia | Cầu thủ                         |
| -- | -- | -------- | ------------------------------- |
| 1  | TM | Úc       | Ante Covic                      |
| 2  | HV | Úc       | Shannon Cole                    |
| 3  | HV | Úc       | Daniel Mullen                   |
| 4  | HV | Úc       | Nikolai Topor-Stanley (captain) |
| 5  | HV | Úc       | Brendan Hamill                  |
| 6  | HV | Úc       | Antony Golec                    |
| 7  | TĐ | Úc       | Labinot Haliti                  |
| 8  | TV | Croatia  | Mateo Poljak                    |
| 9  | TĐ | Úc       | Tomi Juric                      |
| 10 | TV | Brasil   | Vitor Saba                      |
| 12 | TĐ | Úc       | Nikita Rukavytsya               |
| 13 | HV | Úc       | Matthew Spiranovic              |

| Số | VT | Quốc gia | Cầu thủ             |
| -- | -- | -------- | ------------------- |
| 16 | TĐ | Úc       | Jaushua Sotirio     |
| 17 | TĐ | Hà Lan   | Romeo Castelen      |
| 18 | TV | Ý        | Iacopo La Rocca     |
| 19 | TĐ | Úc       | Mark Bridge         |
| 20 | TM | Úc       | Dean Bouzanis       |
| 22 | HV | Nigeria  | Seyi Adeleke        |
| 23 | TV | Úc       | Jason Trifiro       |
| 31 | TV | Úc       | Alusine Fofanah     |
| 32 | HV | Úc       | Daniel Alessi       |
| 35 | TV | Úc       | Kearyn Baccus       |
| 40 | TM | Úc       | Thomas Heward-Belle |